# John Simm
John Simm, född 1970 i Leeds, England, är en brittisk skådespelare. Han har bland annat spelat huvudroller i de brittiska TV-produktionerna The Lakes, Den tredje makten och Life on Mars. Han har även medverkat i Spaced, Crime and Punishment och Doctor Who.

## Fotnoter
1. ↑  SNAC, SNAC Ark-ID: w6fr7tcz, läs online, läst: 9 oktober 2017.[källa från Wikidata]